# Zabava
Zabava – wieś w Słowenii, w gminie Zagorje ob Savi. W 2018 roku liczyła 51 mieszkańców.